# Взрывное устройство (альбом)
«Взрывное устройство» — третий студийный альбом рэп-группы «Дымовая завеса», записанный в 2002—2003 годах, вышедший в 2004. Альбом сохранил концепцию предыдущего альбома, только гораздо серьёзнее, насыщенней в плане темы лирики. Альбом стал самым продаваемым у группы, были сняты видеоклипы на песни «Когда не хочется верить» и «По ходу решаем». Другой популярный трек — песня «Свадьба», исполненная совместно с Гуфом. Позже эта песня появится в альбоме «Город дорог».

## Список композиций
1. «Начальный Этап»
2. «Облако Дыма»
3. «Дороже» (feat. Рассвет)
4. «Свадьба» (feat. Rolexx)
5. «Куда Прятать!» (Скит)
6. «Снимали Проституток»
7. «Горький Привкус» (feat. Da B.O.M.B.)
8. «Накрыло» (Скит)
9. «Не Трогай Моих Собак»
10. «По Ходу Решаем»
11. «Ярче Свет»
12. «Овца» (Скит)
13. «Миллион» (feat. Туши Свет)
14. «Звезда В Натуре» (Альбомная Версия) (feat. К. И. Т., Dr. N-Drey, Sir-J & Limit)
15. «Когда Не Хочется Верить»
16. «Десятка За Альбом» (Скит)
17. «В Русском Рэпе Нету Денег»

Bonus Video 
1. Когда Не Хочется Верить

## Дополнительная информация
- Клип «Когда не хочется верить» был снят в 2003 году.
- Песня «В Русском Рэпе Нету Денег» является бонус-треком.
- В записи альбома участвовали Зубрила и «Туши Свет Band».
- Песни «Когда не хочется верить» и «Не трогай моих собак» стали саундтреком кинофильма «Даже не думай 2: Тень независимости».